# Ватажкове
Ватажко́ве — село в Україні, у Терешківській сільській громаді Полтавського району Полтавської області. Населення становить 486 осіб. До 2017 орган місцевого самоврядування — Заворсклянська сільська рада.

## Географія
Село Ватажкове знаходиться на лівому березі річки Ворскла, за 2,5 км від сіл Портнівка та Минівка. До села примикає лісовий масив (сосна). Поруч проходить залізниця, станція Минівка за 3 км.

## Історія
- 12 червня 2020 року, відповідно до розпорядження Кабінету Міністрів України № 721-р «Про визначення адміністративних центрів та затвердження територій територіальних громад Полтавської області», село увійшло до складу Терешківської сільської громади[1].
- 19 липня 2020 року, в результаті адміністративно — територіальної реформи та ліквідації Полтавського району(1925—2020), село увійшло до складу новоутвореного Полтавського району[2].

## Населення

### Мова
Розподіл населення за рідною мовою за даними перепису 2001 року:
| Мова       | Кількість | Відсоток |
| ---------- | --------- | -------- |
| українська | 465       | 95.68%   |
| російська  | 21        | 4.32%    |
| Усього     | 486       | 100%     |

## Об'єкти соціальної сфери
- Клуб.